# Línia XYZ
La Línia XYZ (també denominada com a Línia Matallana) va consistir en un sistema de fortificacions construït durant la Guerra Civil Espanyola per a l'ús de les tropes republicanes durant l'any 1938. Situat al nord de la ciutat de València, va ser construït amb la finalitat de defensar aquesta ciutat contra els atacs de les tropes franquistes, emmarcats dins de la coneguda com a Ofensiva del Llevant.

## Característiques i organització
Un tret important de la Línia XYZ és que no estava formada per una franja de fortins o refugis fets amb ciment reforçat com havia estat el Cinturó de Ferro de Bilbao l'any 1937 (ni com era la Línia Maginot a França), sinó que era una defensa en profunditat constituïda per una xarxa de trinxeres i refugis excavats per aprofitar el terreny aspre dels pujols que envolten València pel nord i el nord-est, la qual cosa dificultava destruir-les només mitjançant atacs aeris i molt més tractant-se d'assalts frontals a càrrec de la infanteria. Així doncs, no s'ha d'entendre com un complet sistema de búnquers i fortificacions de formigó armat, sinó com un sistema de trinxeres que aprofitaven les dificultats orogràfiques.
Així, en tota la línia destacava la presència de fortificacions, trinxeres i, en alguns casos, blocats que en determinats punts es trobaven envoltats de filferro de punxes, si bé en la seua majoria aquestes fortificacions es trobaven en posicions elevades o amb grans desnivells que les feien inexpugnables a un assalt d'infanteria i impracticables per a l'assalt de blindats i tancs.
La línia s'estenia des de la costa de Nules, a la Mar Mediterrani, fins a arribar a Santa Cruz de Moya, constituint una enrevessada línia de posicions que serpentejava per les províncies de València, Castelló i una part de Terol fins a entrar a Conca. La seua extraordinària longitud es devia al fet que estava dissenyada per protegir a València tant d'un assalt frontal (en un avanç per la costa) com per l'Oest (a través del front de Terol). En part, va ser dissenyada i executada sota la direcció de Manuel Matallana, oficial de l'Exèrcit Popular de la República que s'havia fet càrrec de les tropes republicanes a la zona de València, en definitiva, de la defensa de València enfront de l'avanç franquista.

## Història

### Orígens
Després que les tropes franquistes tallaren en dues el territori de la República a l'abril de 1938 després de l'Ofensiva d'Aragó, Franco va decidir dirigir les seues tropes cap al sud, en direcció cap a València, amb l'objectiu de llançar una ràpida ofensiva que tancara els ports mediterranis a la zona central republicana. Si bé les tropes republicanes que havien quedat envoltades a Catalunya estaven destrossades i desorganitzades, les que havien quedat al sud del País Valencià estaven en condicions de resistir, màxim per la zona que havia escollit Franco. I és que, al sud del riu Ebre s'estén la muntanyenca regió del Maestrat i famosa en temps de les guerres carlistes, especialment per les partides del general Cabrera.

### Ofensiva del Llevant
Així doncs, es van establir una sèrie de línies de contenció i fortificacions entre el sud de Castelló i el nord de València amb l'objectiu d'esperar fins a l'arribada dels exèrcits franquistes en cas que les tropes republicanes no poguessin detenir als franquistes més al nord. Després de conquistar Castelló (a mitjan juny), el 5 de juliol es va llançar l'ofensiva final per aconseguir València, amb gran desplegament artiller i aeri. El pla del bàndol revoltat era fixar el front en la línia Sogorb-Sagunt per després avançar cap a València. Les tropes franquistes havien avançat un total de 95 km al sud fins llavors durant tota l'ofensiva, fins a trobar un nou obstacle en la Línia XYZ que protegia València, la qual anava des de la Serra de Javalambre, passant per la Serra del Toro fins a la localitat d'Almenara, al costat de la mar, amb el seu centre a la població de Viver on s'atrinxeraven dos cossos d'exèrcit republicans al comandament del general Manuel Matallana, sumant set divisions. El que desconeixien els soldats franquistes és que era aquest el nucli principal de les defenses republicanes a la zona.
Les tropes revoltades van llançar el seu primer atac massiu contra aquesta línia el 13 de juliol, però va resultar del tot estèril enfront de la resistència de l'Exèrcit Popular Republicà; l'aviació nacionalista no va aconseguir inutilitzar les defenses republicanes en terreny muntanyenc, adequadament ocultes als avions franquistes, fins i tot a la Legió Còndor o l'Aviació Legionària. Aquestes trinxeres disposaven d'encertats sistemes de comunicació entre si, permetent als defensors neutralitzar els avanços enemics, els quals podien ser repel·lits amb foc creuat de metralladores des de molt diverses posicions, gràcies al fet que les trinxeres republicanes aprofitaven molt bé les irregularitats del terreny. Les forces revoltades van llançar diversos atacs frontals amb gran desplegament de tropes, però aquest esforç va ser inútil, més encara puix que les tropes atrinxerades de la República tenien avantatge tàctic sobre els revoltats, impossibilitats de llançar atacs sorpresa, i on la presa d'una trinxera podia ser tant sagnant com inútil en tant això no assegurava la dislocació del sistema defensiu. Les tropes del bàndol revoltat comptaven amb superioritat numèrica en artilleria, però malgrat batre constantment el terreny enemic per tres dies des del 20 de juliol, els seus atacs no desordenen la defensa dels republicans, que mantenen les seues posicions.

### Fins al final de la guerra
El 25 de juliol els republicans van creuar l'Ebre, uns 100 km al nord de Sagunt, en una important ofensiva de l'Exèrcit Popular de la República amb l'objectiu d'alleujar la pressió dels seus camarades del Llevant. A partir de llavors el front va quedar en relativa calma exceptuant alguns tirotejos i combats de caràcter local, perquè una vegada que va acabar la batalla de l'Ebre, els estrategs franquistes seguien concentrats en el front català i van donar per acabats els seus plans d'ofensiva en el Llevant.
Aquesta situació va arribar al seu punt final el març de 1939, quan es va produir l'ofensiva final de les tropes franquistes, en el context de la descomposició de l'Espanya republicana després del cop d'estat del Coronel Segismundo Casado. La LíniaXYZ, en un altre temps inexpugnable, en aquells moments del 28 de març de 1939 no era més que una posició abandonada i silenciosa. No obstant això, en aquest sector va haver-hi algunes resistències aïllades per part de grups de soldats, amb l'objecte de donar temps a escapar a aquells que ho desitjaven, però el 29 de març les tropes de Franco ja controlaven la capital valenciana i tot l'entramat defensiu de la Línia XZY.

### Actualitat
Després d'acabar la guerra, les autoritats franquistes van desmantellar totes les instal·lacions del complex defensiu, deixant exclusivament les construccions de caràcter permanent com els fortins o búnquers. Des de llavors, aquestes construccions romangueren pràcticament oblidades, excepte algun cas local on es realitzà la recuperació de les instal·lacions per donar-li diferents usos. No fou fins a l'any 2017 que, mercès a la col·laboració entre la Federació Valenciana de Municipis i Províncies, l'Agència Valenciana de Turisme i el grup d'Història Local i Fonts Orals de la Universitat Jaume I, s'inicià el projecte de museïtzació de la Línia XYZ per a convertir-la en una ruta visitable per a ser recorreguda a peu i en bicicleta.

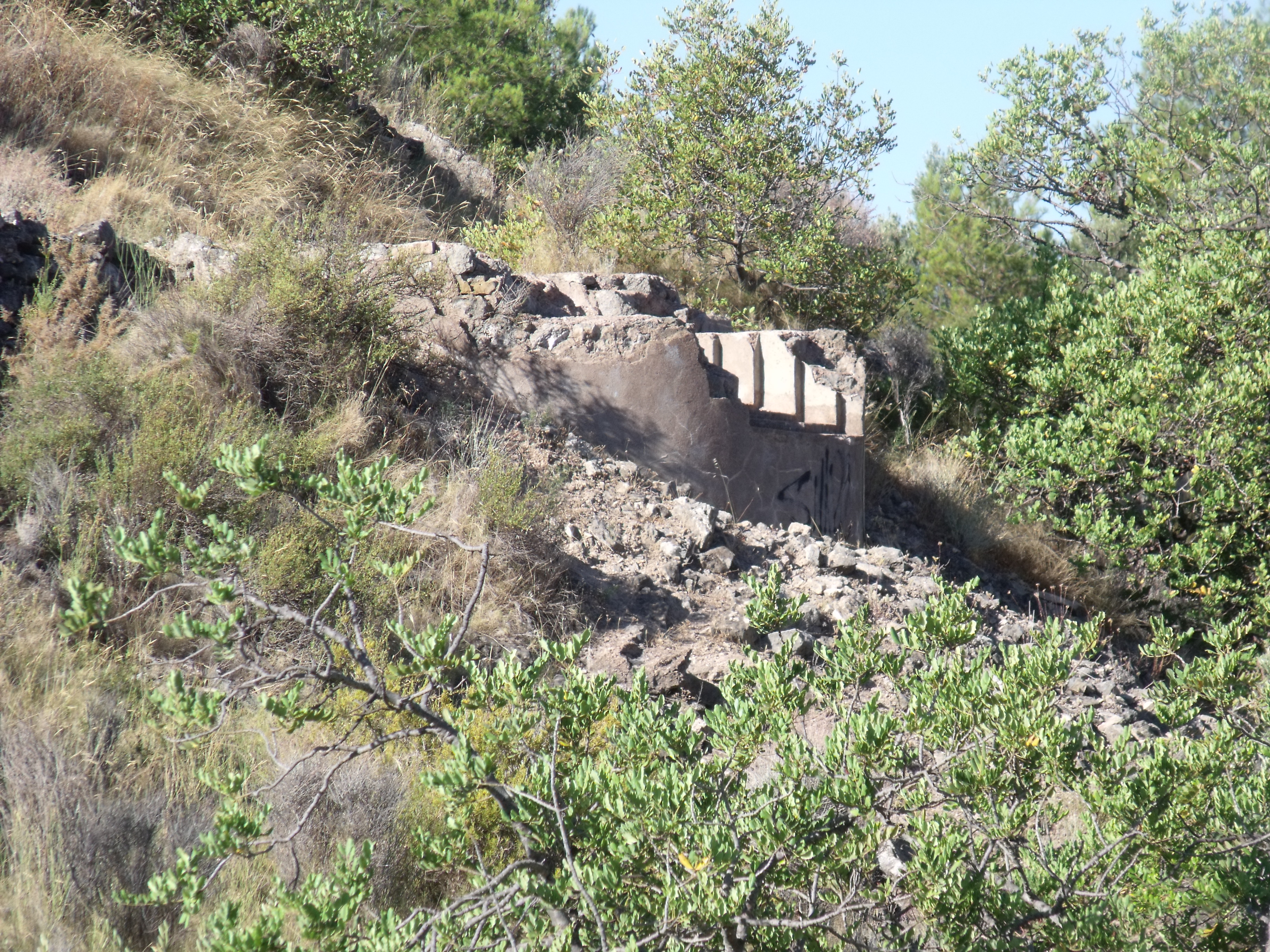
Aquesta posició sobre Vall d'Uixó estava originalment coberta per una volta de ciment.
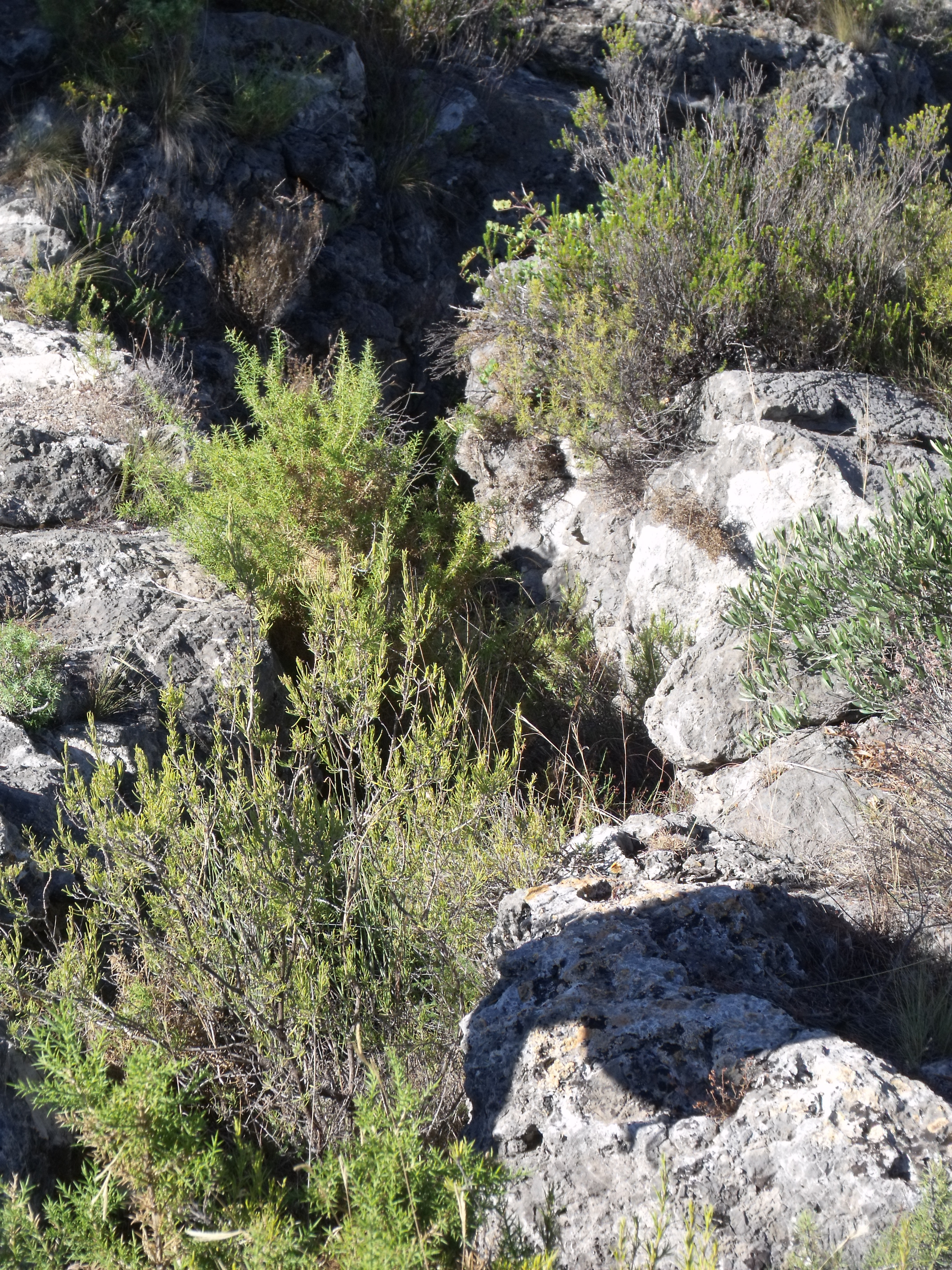
Sobre la Vall, les posicions estaven comunicades per trinxeres que actualment (2013) es troben cobertes de vegetació.
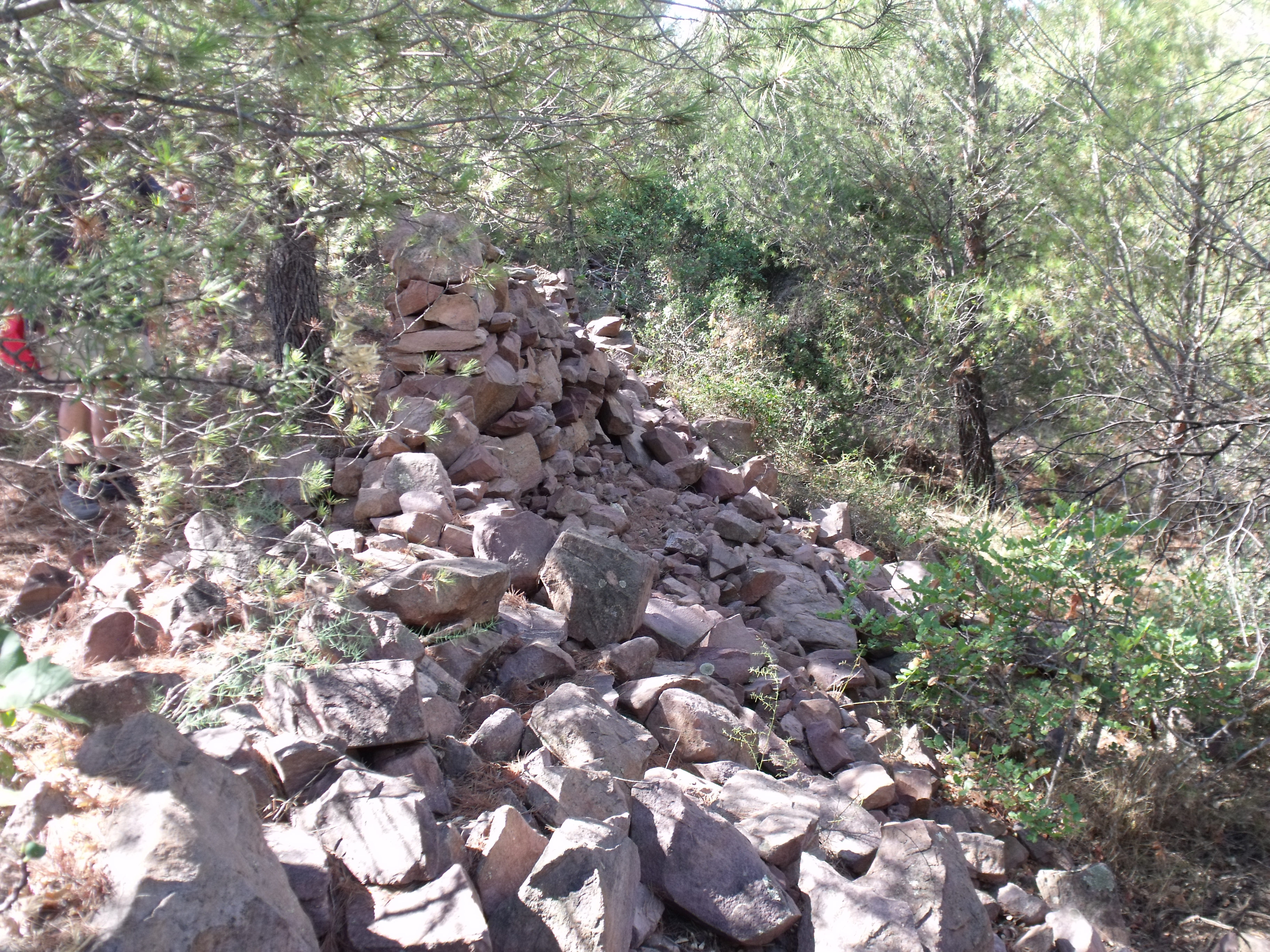
Mur de pedra seca a la Vilavella.

## Grup de recreació històrica Línia XYZ

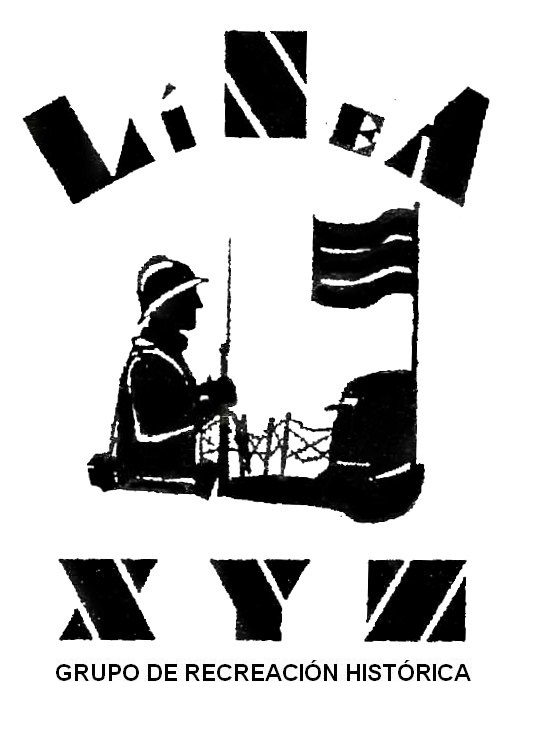
Logotip del Grup de Recreació Històrica Línia XYZ

En l'actualitat existeix un grup de recreació històrica denominat Línia XYZ (en honor d'aquest sistema defensiu) que es dedica a recrear la vida en el front de batalla i en la rereguarda de tots dos bàndols durant la Guerra Civil espanyola iniciada pel revolta militar de juliol de 1936. Per tant, es va crear una associació cultural per recuperar tota classe d'informació i material que fos possible d'aquest període històric amb la finalitat que puga ser mostrat de forma didàctica al públic en general. Aquests es limiten a l'estudi i a la recuperació de tota mena de material, siguen testimoniatges, peces, fotos, documents, armes, etc. de la guerra a la zona de València i Castelló. Així mateix, intenten recrear situacions bèl·liques on van participar unitats valencianes tals com la batalla de Terol o la Defensa de València (juliol de 1938).